# AGS-40 Balkan

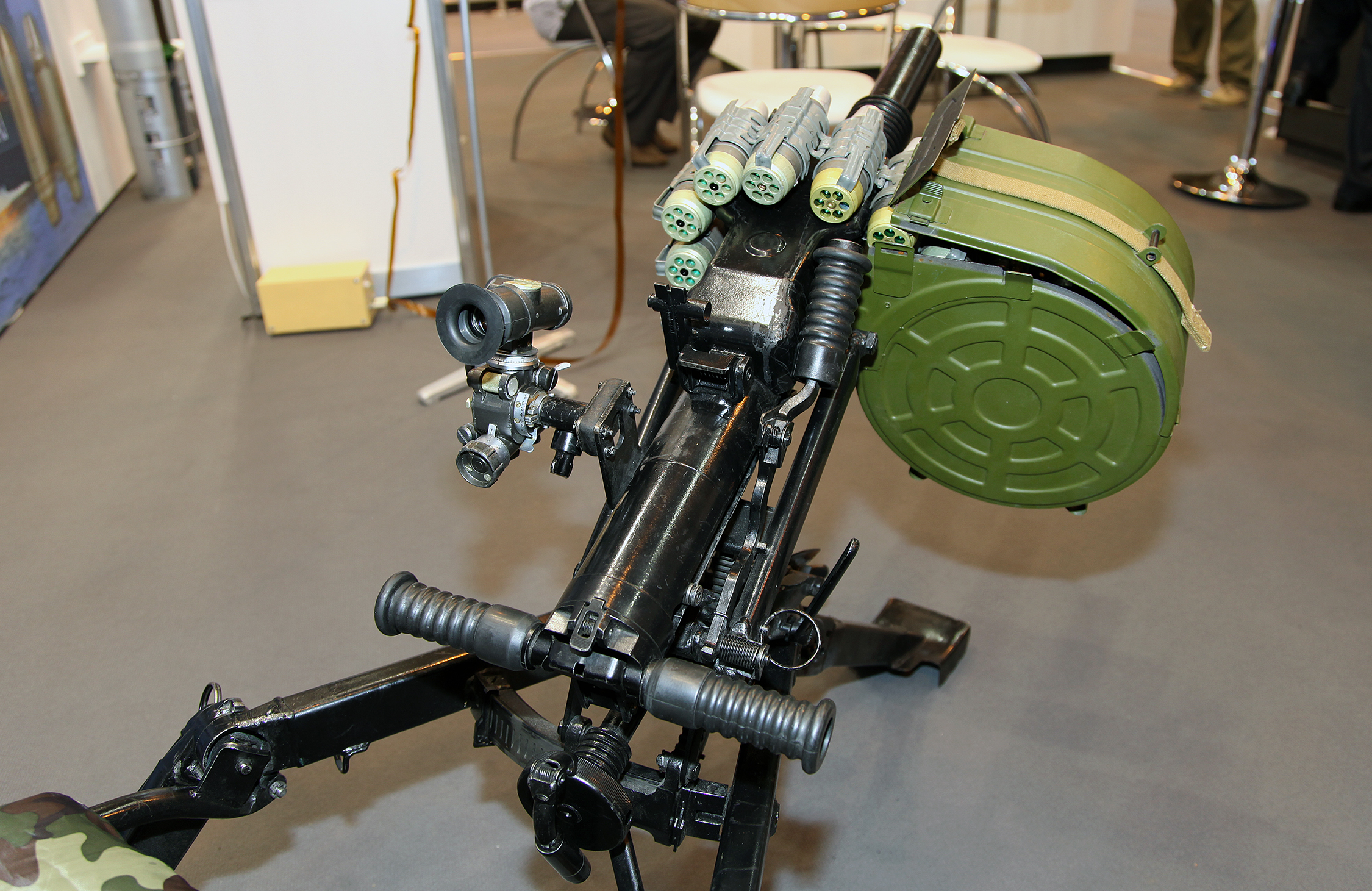
Vue rapprochée du lance-grenades russe AGS-40

Le AGS-40 Balkan est un lance-grenades automatique russe de calibre 40 mm sans étui, successeur de l’AGS-17 et de l’AGS-30, introduit et adopté par les forces armées de la fédération de Russie,,.

## Conception
L’AGS-40 utilise des grenades de 40 mm d’une portée de 2500 m, alors que les grenades de 30 mm de l’AGS-17 avaient une portée de 1700 m, et celles de l’AGS-30 une portée de 2100. L’AGS-40 a une cadence de tir de 400 coups par minute, avec une rafale courte (5 coups), une rafale longue (10 coups) et des modes de tir continu. L’arme est généralement équipée d’un trépied et d’une lunette télescopique PAG-17 d’un grossissement de x2.7. Il peut également recevoir une mire métallique de secours.
Une caractéristique unique de l’AGS-40 est un siège détachable qui permet un tir plus stable en utilisant la masse d’un opérateur.

## Munitions
- Grenades de 40 mm 7P39 à fragmentation hautement explosives, sans étui[6].
- Grenades d’entraînement 7P39P et 7P39U

## Développement
Le développement de l’AGS-40 a commencé en 1980 mais a stagné après la dislocation de l'URSS et le déclin économique ultérieur en Russie. Cependant, le projet a été relancé au début des années 1990 sous le nom de code « Balkan » et a été mis en évaluation opérationnelle en 2018,. Les essais d’État ont été effectués avec succès, et l’arme a été recommandée pour une mise en service à partir de mars 2021. L’AGS-40 peut être installé sur des véhicules blindés. Il peut être intégré à la station d’armes à distance Kalashnikov MBDU.

## Utilisateur
Russie